# Плеоназам
Плеоназам (стгрч. πλεονασμός, pleonasmós; стгрч. πλεονάζω, pleonázō - сувишан сам, тј. стгрч. πλέον, pleon, више; превише) употреба је више речи или делова речи него што је нужно или довољно за јасан израз; на пример: црна тама, мала речица, мало сеоце… Таква сувишност је, према традиционалним реторичким критеријима, испољење таутологије и може се сматрати стилском грешком. Међутим, плеоназам се може користити за истицање, али и зато што је нека фраза већ успостављена у том облику.